# Jachetă cu vizoare

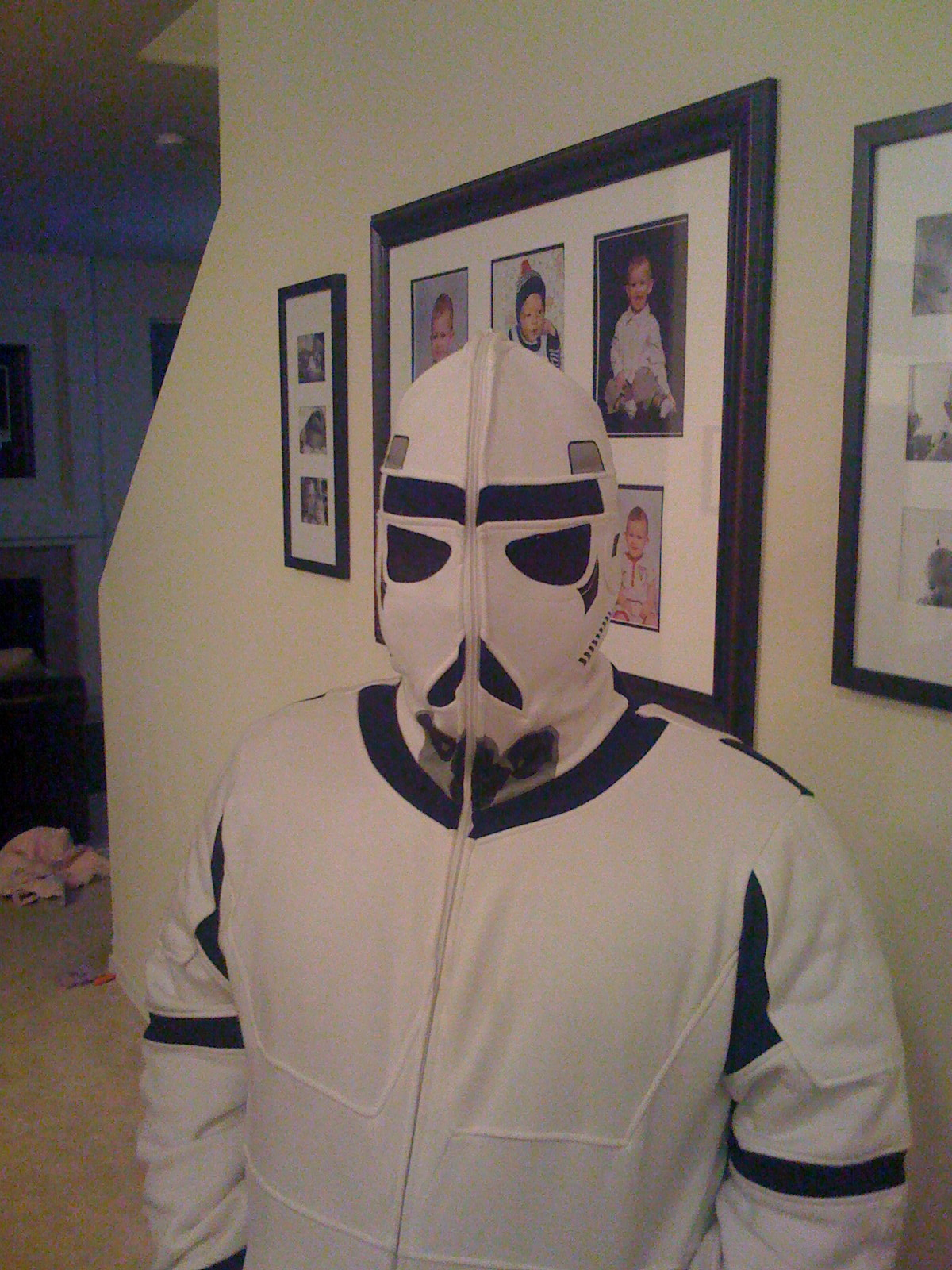
O variantă a jachetei cu vizoare: un hanorac care imită un personaj din Star Wars. O plasă neagră este folosită în zona căilor respiratorii superioare și a ochilor.

Jacheta cu vizoare (în engleză: goggle jacket) este o jachetă cu cagulă care protejează împotriva vântului. Este denumită uneori și burqa pentru băieți, Mille Miglia sau jacheta (hanoracul) tip mască de gaze. Jacheta acoperă complet capul (înclusiv fața), fiind prevăzută cu două vizoare pentru ochi (similare ochelarilor măștilor de gaze). A fost lansată pe piață la sfârșitul anilor 1980 drept haute couture, fiind populară în Marea Britanie. Haina a fost creată de Massimo Osti, fondatorul firmei italiene C.P. Company, ca un omagiu adus piloților cursei Mille Miglia din Italia. Osti este și fondatorul liniei de vestimentație Stone Island, populară în rândul huliganilor din Marea Britanie. Jacheta cu vizoare este inspirată dintr-o jachetă militară japoneză. Este purtată de obicei în zilele cu vânt puternic sau ploaie cu vânt. Haina este folosită și pentru a evita identificarea, fiind folosită uneori de bande sau infractori în scopuri reprobabile. Purtarea jachetei cu vizoare nu este interzisă de lege în Marea Britanie, însă forțele de ordine pot legitima persoanele care o poartă.